# Robert King (2e comte de Kingston)
Pour les articles homonymes, voir Robert King (homonymie) et King.
Robert King (1754 - 17 avril 1799) est un pair Anglo-Irlandais. Il est appelé vicomte Kingsborough entre 1768 et 1797.

## Biographie
Il est l'aîné des fils survivants d'Edward King (1er comte de Kingston) et de Jane Caulfeild. De 1767 à 1768, il fait ses études au collège d'Eton. Il siège à la Chambre des communes irlandaise comme député de Boyle de 1776 à 1783 et de 1783 à 1797 pour le comté de Cork. Il est Lord Lieutenant de Cork en 1789 . En 1797, il succède à son père et prend son siège à la Chambre des lords irlandaise. Entre 1797 et sa mort, il est Custos Rotulorum de Roscommon.
Le 18 mai 1798, il est jugé par ses pairs à la Chambre des lords irlandaise après avoir prétendument assassiné le colonel Henry Gerald FitzGerald. Celui-ci est un homme marié qui s'est enfui avec la fille de King. Avec la sympathie du public du côté de King et avec une publicité considérable, il est acquitté car après trois convocations, aucun témoin ne s'est présenté ,.

## Famille
Le 5 décembre 1769, il épouse Caroline FitzGerald, fille de Richard FitzGerald (1733-1766) (en) et Margaret King, dont il se sépare plus tard. Ensemble ils ont neuf enfants:
- John King (mort jeune)
- Mary King (morte jeune)
- Diana King (morte jeune)
- George King (3e comte de Kingston) (28 avril 1771 - 18 octobre 1839), succède à son père et épouse Lady Helena Moore, fille de Stephen Moore (1er comte Mount Cashell)
- Henry King (officier) (en) (1772 - 26 novembre 1839), marié à Mary Hewitt
- Edward King (officier) (en) (1772 - 14 février 1848)
- Margaret King (1773 - 29 janvier 1835), mariée en premières noces à Stephen Moore (2e comte Mount Cashell (1770-1822)), en secondes noces à George William Tighe
- Robert King (1er vicomte Lorton) (12 août 1773 - 20 novembre 1854), élevé au rang de vicomte Lorton, épouse lady Frances Parsons, fille de Laurence Parsons (1er comte de Rosse)
- Richard FitzGerald King (8 avril 1779 - 22 septembre 1856), marié à Williamina Ross
- Jane Diana King (ca1780-4 mars 1838 Florence), marié en 1ere noce au comte von Wintzingerode (de Hesse-Cassel), en 2de noce à Jean Robert Auguste de Ricci (7 juin 1780 Acqui, Piémont-5 janvier 1837 Florence)), colonel dans l'armée napoléonienne d'Italie, officier de la Légion d'honneur

Un dictionnaire biographique naval (1849) de William Richard O'Byrne indique que Robert King a un sixième fils, James William, qui devient contre-amiral en 1846. Il épouse Caroline Cleaver, fille de l'archevêque de Dublin  ; l'une de leurs filles est l'éminente évangéliste Catherine King Pennefather.